# Данн (округ Дейн, Вісконсин)
Данн (англ. Dunn) — місто (англ. town) в США, в окрузі Дейн штату Вісконсин. Населення — 4880 осіб (2020).

## Демографія
Згідно з переписом 2010 року, у місті мешкала 4931 особа в 2062 домогосподарствах у складі 1505 родин. Було 2291 помешкання
Расовий склад населення:
| - 96,9 % — білих - 0,9 % — азіатів - 0,6 % — чорних або афроамериканців - 0,1 % — корінних американців |

До двох чи більше рас належало 1,2 %. Частка іспаномовних становила 2,0 % від усіх жителів.
За віковим діапазоном населення розподілялося таким чином: 18,6 % — особи молодші 18 років, 67,1 % — особи у віці 18—64 років, 14,3 % — особи у віці 65 років та старші. Медіана віку мешканця становила 48,1 року. На 100 осіб жіночої статі у місті припадало 102,3 чоловіків;  на 100 жінок у віці від 18 років та старших — 102,0 чоловіків також старших 18 років.
Середній дохід на одне домашнє господарство  становив 120 142 долари США (медіана — 89 781), а середній дохід на одну сім'ю — 145 218 доларів (медіана — 109 964). Медіана доходів становила 58 326 доларів для чоловіків та 55 925 доларів для жінок. За межею бідності перебувало 6,4 % осіб, у тому числі 12,5 % дітей у віці до 18 років та 3,7 % осіб у віці 65 років та старших.
Цивільне працевлаштоване населення становило 2950 осіб. Основні галузі зайнятості: освіта, охорона здоров'я та соціальна допомога — 20,4 %, науковці, спеціалісти, менеджери — 15,9 %, роздрібна торгівля — 10,1 %, виробництво — 9,2 %.